# Sirab
Sirab è un comune dell'Azerbaigian situato nel distretto di Babək.